# Schareck
Das Schareck ist ein 3123 m ü. A. hoher Berg in der Goldberggruppe der Hohen Tauern in Österreich.

## Lage und Landschaft
Der Gipfel befindet sich am Alpenhauptkamm, genau auf der Grenzlinie zwischen Kärnten und Salzburg, ca. 4,8 km Luftlinie ostsüdöstlich des Hohen Sonnblicks. Das Schareck ist nach dem Hocharn der zweithöchste benannte Gipfel der Goldberggruppe. Südwestlich des Gipfels befindet sich das Wurtenkees mit dem Schigebiet Mölltaler Gletscher. Unterhalb des Berges liegt der Hochwurtenspeicher der Kraftwerksgruppe Fragant. Nördlich reicht das Schareckkees bis knapp an den Gipfel heran.

## Anstiege
- Von Süden: von der Bergstation des am höchsten hinauf führenden Sesselliftes in wenigen Minuten zum Gipfel
- Einen schönen Anstieg von Nordwesten zum Gipfel stellt der so genannte Pröll-Weg (markiert) dar, der vom Niedersachsenhaus über einen weit geschwungenen Bergkamm bzw. Grat zum Gipfel führt. Diese Route, in deren Verlauf der Neunerkogel (2826 m) sowie die Herzog-Ernst-Spitze (2932 m) überschritten werden, ist bei trockenen und schneefreien Verhältnissen unter Voraussetzung der  Trittsicherheit und Schwindelfreiheit relativ einfach zu begehen (eine, mit Trittstiften versicherte Kletterstelle).
- Vom Schutzhaus Neubau (Raurisertal/Kolm-Saigurn) aus ist der Anstieg über den Tauerngold Erlebnisweg zur Fraganter Scharte und anschließend zur Herzog-Ernst-Spitze problemlos in ca. 2½ Stunden zu bewältigen (Weg Nr. 119). Von dort aus kann man in ca. 1 Stunde auf den Gipfel des Scharecks weitergehen. Der Weg ist teilweise ausgesetzt (Weg Nr. 120).[3]
- Von Nordosten: Von Sportgastein über den Neuwirt-Steig – Aperes Schareck – Schareckkees (Spaltengefahr)[4]